# 1 000 kilomètres de Silverstone 2007

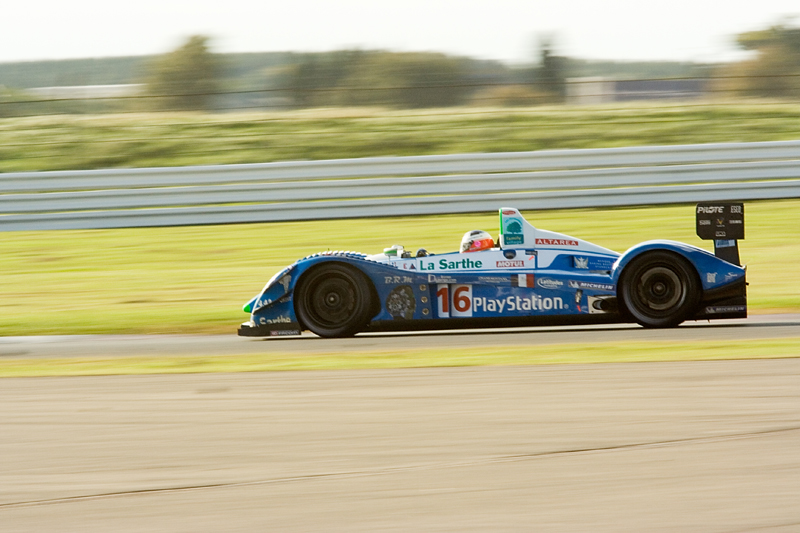
La Pescarolo 01-Judd de Pescarolo Sport aux 1000 km de Silverstone 2007.

Les 1 000 kilomètres de Silverstone 2007 sont la cinquième et dernière épreuve de la saison 2007 des Le Mans Series. La course s'est disputée le 16 septembre 2007 sur le circuit de Silverstone, en Grande-Bretagne.

## Résultats de la course
Les vainqueurs de leur catégorie sont indiqués en caractères gras. Les voitures ayant parcouru moins de 70 % de la distance parcourue par le vainqueur sont marquées NC pour « Non Classé.
| Position | Catégorie | N° | Écurie                             | Pilotes                                                     | Châssis                             | Pneus | Tours |
| Position | Catégorie | N° | Écurie                             | Pilotes                                                     | Engins                              | Pneus | Tours |
| -------- | --------- | -- | ---------------------------------- | ----------------------------------------------------------- | ----------------------------------- | ----- | ----- |
| 1        | LMP1      | 7  | Team Peugeot Total                 | Nicolas Minassian Marc Gené                                 | Peugeot 908 HDi FAP                 | M     | 195   |
| 1        | LMP1      | 7  | Team Peugeot Total                 | Nicolas Minassian Marc Gené                                 | Peugeot HDi 5.5L Turbo V12 (Diesel) | M     | 195   |
| 2        | LMP1      | 16 | Pescarolo Sport                    | Emmanuel Collard Jean-Christophe Boullion                   | Pescarolo 01                        | M     | 193   |
| 2        | LMP1      | 16 | Pescarolo Sport                    | Emmanuel Collard Jean-Christophe Boullion                   | Judd GV5.5 S2 5.5L V10              | M     | 193   |
| 3        | LMP1      | 18 | Rollcentre Racing                  | Stuart Hall João Barbosa Martin Short                       | Pescarolo 01                        | D     | 191   |
| 3        | LMP1      | 18 | Rollcentre Racing                  | Stuart Hall João Barbosa Martin Short                       | Judd GV5.5 S2 5.5L V10              | D     | 191   |
| 4        | LMP1      | 9  | Creation Autosportif               | Jamie Campbell-Walter Haruki Kurosawa Felipe Ortiz          | Creation CA07                       | D     | 188   |
| 4        | LMP1      | 9  | Creation Autosportif               | Jamie Campbell-Walter Haruki Kurosawa Felipe Ortiz          | Judd GV5.5 S2 5.5L V10              | D     | 188   |
| 5        | LMP2      | 32 | Barazi-Epsilon                     | Juan Barazi Michael Vergers Karim Ojjeh                     | Zytek 07S/2                         | M     | 187   |
| 5        | LMP2      | 32 | Barazi-Epsilon                     | Juan Barazi Michael Vergers Karim Ojjeh                     | Zytek ZG348 3.4L V8                 | M     | 187   |
| 6        | LMP1      | 10 | Arena Motorsports International    | Max Chilton Tom Chilton                                     | Zytek 07S                           | M     | 187   |
| 6        | LMP1      | 10 | Arena Motorsports International    | Max Chilton Tom Chilton                                     | Zytek 2ZG408 4.0L V8                | M     | 187   |
| 7        | LMP2      | 46 | Team LNT                           | Tom Kimber-Smith Danny Watts                                | Zytek 07S/2                         | M     | 186   |
| 7        | LMP2      | 46 | Team LNT                           | Tom Kimber-Smith Danny Watts                                | Zytek ZG348 3.4L V8                 | M     | 186   |
| 8        | LMP2      | 40 | Quifel ASM Team                    | Miguel Amaral Miguel Angel de Castro Ángel Burgueño (en)    | Lola B05/40                         | D     | 185   |
| 8        | LMP2      | 40 | Quifel ASM Team                    | Miguel Amaral Miguel Angel de Castro Ángel Burgueño (en)    | AER P07 2.0L Turbo I4               | D     | 185   |
| 9        | LMP2      | 25 | Ray Mallock Ltd. (RML)             | Mike Newton Thomas Erdos                                    | MG-Lola EX264                       | M     | 184   |
| 9        | LMP2      | 25 | Ray Mallock Ltd. (RML)             | Mike Newton Thomas Erdos                                    | AER P07 2.0L Turbo I4               | M     | 184   |
| 10       | LMP2      | 31 | Binnie Motorsports                 | William Binnie Allen Timpany Chris Buncombe                 | Lola B05/42                         | M     | 182   |
| 10       | LMP2      | 31 | Binnie Motorsports                 | William Binnie Allen Timpany Chris Buncombe                 | Zytek ZG348 3.4L V8                 | M     | 182   |
| 11       | LMP2      | 35 | Saulnier Racing                    | Jacques Nicolet Alain Filhol Bruce Jouanny                  | Courage LC75                        | M     | 181   |
| 11       | LMP2      | 35 | Saulnier Racing                    | Jacques Nicolet Alain Filhol Bruce Jouanny                  | AER P07 2.0L Turbo I4               | M     | 181   |
| 12       | GT1       | 55 | Team Oreca                         | Stéphane Ortelli Soheil Ayari                               | Saleen S7-R                         | M     | 181   |
| 12       | GT1       | 55 | Team Oreca                         | Stéphane Ortelli Soheil Ayari                               | Ford 7.0L V8                        | M     | 181   |
| 13       | GT1       | 59 | Team Modena                        | Antonio García Darren Turner                                | Aston Martin DBR9                   | M     | 180   |
| 13       | GT1       | 59 | Team Modena                        | Antonio García Darren Turner                                | Aston Martin 6.0L V12               | M     | 180   |
| 14       | LMP2      | 21 | Team Bruichladdich Radical         | Tim Greaves Stuart Moseley Jacob Greaves                    | Radical SR9                         | D     | 180   |
| 14       | LMP2      | 21 | Team Bruichladdich Radical         | Tim Greaves Stuart Moseley Jacob Greaves                    | AER P07 2.0L Turbo I4               | D     | 180   |
| 15       | GT1       | 73 | Luc Alphand Aventures              | Jean-Luc Blanchemain Sébastien Dumez Vincent Vosse          | Chevrolet Corvette C5-R             | M     | 177   |
| 15       | GT1       | 73 | Luc Alphand Aventures              | Jean-Luc Blanchemain Sébastien Dumez Vincent Vosse          | Chevrolet LS7.R (en) 7.0L V8        | M     | 177   |
| 16       | LMP2      | 45 | Embassy Racing (en)                | Warren Hughes Darren Manning Neil Cunningham                | Radical SR9                         | D     | 177   |
| 16       | LMP2      | 45 | Embassy Racing (en)                | Warren Hughes Darren Manning Neil Cunningham                | Judd XV675 3.4L V8                  | D     | 177   |
| 17       | GT1       | 51 | Aston Martin Racing Larbre         | Gregory Franchi Steve Zacchia Gregor Fisken                 | Aston Martin DBR9                   | M     | 175   |
| 17       | GT1       | 51 | Aston Martin Racing Larbre         | Gregory Franchi Steve Zacchia Gregor Fisken                 | Aston Martin 6.0L V12               | M     | 175   |
| 18       | GT1       | 72 | Luc Alphand Aventures              | Oliver Gavin Jérôme Policand Patrice Goueslard              | Chevrolet Corvette C6.R             | M     | 174   |
| 18       | GT1       | 72 | Luc Alphand Aventures              | Oliver Gavin Jérôme Policand Patrice Goueslard              | Chevrolet LS7.R (en) 7.0L V8        | M     | 174   |
| 19       | GT1       | 61 | Racing Box                         | Piergiuseppe Perazzini Marco Cioci Salvatore Tavano         | Saleen S7-R                         | M     | 174   |
| 19       | GT1       | 61 | Racing Box                         | Piergiuseppe Perazzini Marco Cioci Salvatore Tavano         | Ford 7.0L V8                        | M     | 174   |
| 20       | GT2       | 96 | Virgo Motorsport                   | Robert Bell Gianmaria Bruni                                 | Ferrari F430 GTC                    | D     | 173   |
| 20       | GT2       | 96 | Virgo Motorsport                   | Robert Bell Gianmaria Bruni                                 | Ferrari 4.0L V8                     | D     | 173   |
| 21       | LMP1      | 12 | Courage Compétition                | Alexander Frei Jonathan Cochet                              | Courage LC70                        | M     | 173   |
| 21       | LMP1      | 12 | Courage Compétition                | Alexander Frei Jonathan Cochet                              | AER P32T 3.6L Turbo V8              | M     | 173   |
| 22       | GT2       | 76 | IMSA Performance Matmut            | Raymond Narac Richard Lietz                                 | Porsche 911 GT3 RSR (997)           | M     | 172   |
| 22       | GT2       | 76 | IMSA Performance Matmut            | Raymond Narac Richard Lietz                                 | Porsche 3.8L Flat-6                 | M     | 172   |
| 23       | GT2       | 85 | Spyker Squadron                    | Mike Hezemans Peter Dumbreck                                | Spyker C8 Spyder GT2-R              | D     | 171   |
| 23       | GT2       | 85 | Spyker Squadron                    | Mike Hezemans Peter Dumbreck                                | Audi 3.8L V8                        | D     | 171   |
| 24       | GT2       | 94 | Speedy Racing Team                 | Andrea Chiesa Jonny Kane Andrea Belicchi                    | Spyker C8 Spyder GT2-R              | D     | 170   |
| 24       | GT2       | 94 | Speedy Racing Team                 | Andrea Chiesa Jonny Kane Andrea Belicchi                    | Audi 3.8L V8                        | D     | 170   |
| 25       | GT2       | 97 | G.P.C. Sport                       | Matteo Bobbi Alessandro Bonetti (en) Fabrizio de Simone     | Ferrari F430 GTC                    | P     | 169   |
| 25       | GT2       | 97 | G.P.C. Sport                       | Matteo Bobbi Alessandro Bonetti (en) Fabrizio de Simone     | Ferrari 4.0L V8                     | P     | 169   |
| 26       | GT2       | 78 | Scuderia Villorba Corse            | Alex Caffi Denny Zardo                                      | Ferrari F430 GTC                    | P     | 168   |
| 26       | GT2       | 78 | Scuderia Villorba Corse            | Alex Caffi Denny Zardo                                      | Ferrari 4.0L V8                     | P     | 168   |
| 27       | GT2       | 83 | G.P.C. Sport                       | Luca Drudi Gabrio Rosa Johnny Mowlem                        | Ferrari F430 GTC                    | P     | 167   |
| 27       | GT2       | 83 | G.P.C. Sport                       | Luca Drudi Gabrio Rosa Johnny Mowlem                        | Ferrari 4.0L V8                     | P     | 167   |
| 28       | GT2       | 92 | Thierry Perrier Perspective Racing | Philippe Hesnault Rob Barff Pedro Névoa                     | Porsche 911 GT3 RSR (997)           | M     | 164   |
| 28       | GT2       | 92 | Thierry Perrier Perspective Racing | Philippe Hesnault Rob Barff Pedro Névoa                     | Porsche 3.8L Flat-6                 | M     | 164   |
| 29       | GT2       | 99 | JMB Racing                         | Paolo Maurizio Basso Bo McCormick Francisco da Cruz Martins | Ferrari F430 GTC                    | D     | 163   |
| 29       | GT2       | 99 | JMB Racing                         | Paolo Maurizio Basso Bo McCormick Francisco da Cruz Martins | Ferrari 4.0L V8                     | D     | 163   |
| 30       | GT2       | 98 | Ice Pol Racing Team                | Yves Lambert Christian Lefort Christian Kelders             | Ferrari F430 GTC                    | P     | 163   |
| 30       | GT2       | 98 | Ice Pol Racing Team                | Yves Lambert Christian Lefort Christian Kelders             | Ferrari 4.0L V8                     | P     | 163   |
| 31       | GT1       | 50 | Aston Martin Racing Larbre         | Christophe Bouchut Fabrizio Gollin Gabriele Gardel          | Aston Martin DBR9                   | M     | 160   |
| 31       | GT1       | 50 | Aston Martin Racing Larbre         | Christophe Bouchut Fabrizio Gollin Gabriele Gardel          | Aston Martin 6.0L V12               | M     | 160   |
| 32       | GT2       | 95 | James Watt Automotive              | Paul Daniels Dave Cox Joël Camathias                        | Porsche 911 GT3 RSR (997)           | D     | 159   |
| 32       | GT2       | 95 | James Watt Automotive              | Paul Daniels Dave Cox Joël Camathias                        | Porsche 3.8L Flat-6                 | D     | 159   |
| 33       | GT2       | 89 | Team Markland Racing               | Kurt Thiim Henrik Møller Sorenson                           | Chevrolet Corvette C6.R             | D     | 157   |
| 33       | GT2       | 89 | Team Markland Racing               | Kurt Thiim Henrik Møller Sorenson                           | Chevrolet LS7 (en) 7.0L V8          | D     | 157   |
| 34       | GT2       | 84 | Chad Peninsula Panoz               | John Harsthorne Sean McInerney Michael McInerney            | Panoz Esperante GT-LM               | P     | 156   |
| 34       | GT2       | 84 | Chad Peninsula Panoz               | John Harsthorne Sean McInerney Michael McInerney            | Ford (Élan) 5.0L V8                 | P     | 156   |
| 35 NC    | LMP1      | 8  | Team Peugeot Total                 | Stéphane Sarrazin Pedro Lamy                                | Peugeot 908 HDi FAP                 | M     | 187   |
| 35 NC    | LMP1      | 8  | Team Peugeot Total                 | Stéphane Sarrazin Pedro Lamy                                | Peugeot HDi 5.5L Turbo V12 (Diesel) | M     | 187   |
| 36 NC    | LMP2      | 27 | Horag Racing                       | Fredy Lienhard Didier Theys Eric van de Poele               | Lola B05/40                         | M     | 183   |
| 36 NC    | LMP2      | 27 | Horag Racing                       | Fredy Lienhard Didier Theys Eric van de Poele               | Judd XV675 3.4L V8                  | M     | 183   |
| 37 NC    | LMP1      | 15 | Charouz Racing System              | Jan Charouz Stefan Mücke                                    | Lola B07/17                         | M     | 183   |
| 37 NC    | LMP1      | 15 | Charouz Racing System              | Jan Charouz Stefan Mücke                                    | Judd GV5.5 S2 5.5L V10              | M     | 183   |
| 38 DNF   | LMP1      | 19 | Chamberlain-Synergy Motorsport     | Gareth Evans Bob Berridge Peter Owen                        | Lola B06/10                         | M     | 173   |
| 38 DNF   | LMP1      | 19 | Chamberlain-Synergy Motorsport     | Gareth Evans Bob Berridge Peter Owen                        | AER P32T 4.0L Turbo V8              | M     | 173   |
| 39 DNF   | GT2       | 77 | Team Felbermayr-Proton             | Marc Lieb Xavier Pompidou                                   | Porsche 911 GT3 RSR (997)           | P     | 156   |
| 39 DNF   | GT2       | 77 | Team Felbermayr-Proton             | Marc Lieb Xavier Pompidou                                   | Porsche 3.8L Flat-6                 | P     | 156   |
| 40 DNF   | GT2       | 88 | Team Felbermayr-Proton             | Christian Ried Horst Felbermayr Jr. Johannes Stuck          | Porsche 911 GT3 RSR (997)           | P     | 150   |
| 40 DNF   | GT2       | 88 | Team Felbermayr-Proton             | Christian Ried Horst Felbermayr Jr. Johannes Stuck          | Porsche 3.8L Flat-6                 | P     | 150   |
| 41 DNF   | GT2       | 82 | Team LNT                           | Richard Dean Lawrence Tomlinson                             | Panoz Esperante GT-LM               | P     | 140   |
| 41 DNF   | GT2       | 82 | Team LNT                           | Richard Dean Lawrence Tomlinson                             | Ford (Élan) 5.0L V8                 | P     | 140   |
| 42 DNF   | GT2       | 90 | Farnbacher Racing                  | Pierre Ehret Piers Masarati Lars-Erik Nielsen               | Porsche 911 GT3 RSR (997)           | P     | 72    |
| 42 DNF   | GT2       | 90 | Farnbacher Racing                  | Pierre Ehret Piers Masarati Lars-Erik Nielsen               | Porsche 3.8L Flat-6                 | P     | 72    |
| 43 DNF   | LMP1      | 17 | Pescarolo Sport                    | Harold Primat Christophe Tinseau                            | Pescarolo 01                        | M     | 67    |
| 43 DNF   | LMP1      | 17 | Pescarolo Sport                    | Harold Primat Christophe Tinseau                            | Judd GV5.5 S2 5.5L V10              | M     | 67    |
| 44 DNF   | GT2       | 79 | Team Felbermayr-Proton             | Horst Felbermayr Sr. Gerold Ried Philip Collin              | Porsche 911 GT3 RSR (997)           | P     | 59    |
| 44 DNF   | GT2       | 79 | Team Felbermayr-Proton             | Horst Felbermayr Sr. Gerold Ried Philip Collin              | Porsche 3.6L Flat-6                 | P     | 59    |
| 45 DNF   | LMP2      | 20 | Pierre Bruneau                     | Pierre Bruneau Marc Rostan Simon Pullan                     | Pilbeam (en) MP93                   | M     | 57    |
| 45 DNF   | LMP2      | 20 | Pierre Bruneau                     | Pierre Bruneau Marc Rostan Simon Pullan                     | Judd XV675 3.4L V8                  | M     | 57    |
| DNS      | LMP2      | 26 | Ranieri Randaccio                  | Ranieri Randaccio Giovanni Lavaggi                          | Lucchini LMP2/04                    | D     | -     |
| DNS      | LMP2      | 26 | Ranieri Randaccio                  | Ranieri Randaccio Giovanni Lavaggi                          | Nicholson-McLaren 3.3L V8           | D     | -     |

## Statistiques
- Pole Position - #7 Team Peugeot Total - 1:31.692[2]
- Meilleur tour - #7 Team Peugeot Total - 1:30.935
- Moyenne - 176.003 km/h